# Judo aux Jeux de la Francophonie de 2023
 (avril 2025).
Si vous disposez d'ouvrages ou d'articles de référence ou si vous connaissez des sites web de qualité traitant du thème abordé ici, merci de compléter l'article en donnant les références utiles à sa vérifiabilité et en les liant à la section « Notes et références ».
Navigation
2017
Les compétitions de judo des Jeux de la Francophonie de 2023 se déroulent du 2 au 5 août 2023 au Stade Tata Raphaël à Kinshasa, en république démocratique du Congo. 
Pour la première fois, une épreuve mixte par équipes inter-nations est disputée.

## Médaillés

### Hommes
| Épreuves | Or                      | Argent                        | Bronze                             |
| -------- | ----------------------- | ----------------------------- | ---------------------------------- |
| -60 kg   | Ashik Andreyan (ARM)    | Alexandru Matei (ROU)         | Arnold Kisoka (COD)                |
| -60 kg   | Ashik Andreyan (ARM)    | Alexandru Matei (ROU)         | Enzo Jean (FRA)                    |
| -66 kg   | Julien Frascadore (CAN) | Fernand Nkero (GAB)           | Joe Haddad (LIB)                   |
| -66 kg   | Julien Frascadore (CAN) | Fernand Nkero (GAB)           | Lucian Bors Dumitrescu (ROU)       |
| -73 kg   | Hassan Doukkali (MAR)   | Gedeon Kasota (COD)           | Dardan Cena (KOS)                  |
| -73 kg   | Hassan Doukkali (MAR)   | Gedeon Kasota (COD)           | Alexandre Rubiano (FRA)            |
| -81 kg   | David Popovici (CAN)    | Tizie Gnamien (FRA)           | Hamza Kabdani (MAR)                |
| -81 kg   | David Popovici (CAN)    | Tizie Gnamien (FRA)           | Kissouli Khaled Axel Konaté (BUR)  |
| -90 kg   | Alexandru Sibisan (ROU) | Alexandre Arencibia (CAN)     | Thierry Lusamba (COD)              |
| -90 kg   | Alexandru Sibisan (ROU) | Alexandre Arencibia (CAN)     | Vladimir Carlos Ngueya Naheu (CMR) |
| -100 kg  | Shpati Zekaj (KOS)      | Eduard Serban (ROU)           | Walid Boukhriss (MAR)              |
| -100 kg  | Shpati Zekaj (KOS)      | Eduard Serban (ROU)           | Libasse Ndiaye (SEN)               |
| +100 kg  | Khamzat Saparbaev (FRA) | John Jr Messé A Bessong (CAN) | Mohamed Lahboub (MAR)              |
| +100 kg  | Khamzat Saparbaev (FRA) | John Jr Messé A Bessong (CAN) | Hardel Samba (CGO)                 |

### Femmes
| Épreuves | Or                                 | Argent                      | Bronze                              |
| -------- | ---------------------------------- | --------------------------- | ----------------------------------- |
| -48 kg   | Anaïs Perrot (FRA)                 | Signoline Kanyamuneza (BDI) | Aziza Chakir (MAR)                  |
| -48 kg   | Anaïs Perrot (FRA)                 | Signoline Kanyamuneza (BDI) | Charlize Isabelle Medilo (CAN)      |
| -52 kg   | Marie Céline Baba Maria (CMR)      | Florina Bădiceanu (ROU)     | Fatimé Barka Serge (CHA)            |
| -52 kg   | Marie Céline Baba Maria (CMR)      | Florina Bădiceanu (ROU)     | Evelyn Beaton (CAN)                 |
| -57 kg   | Chloé Devictor (FRA)               | Narindra Rakotovao (MAD)    | Zalika Hassane Abdou (NIG)          |
| -57 kg   | Chloé Devictor (FRA)               | Narindra Rakotovao (MAD)    | Wissal Ziane (MAR)                  |
| -63 kg   | Rania Drid (FRA)                   | Isabelle Harris (CAN)       | Chaimae Taibi (MAR)                 |
| -63 kg   | Rania Drid (FRA)                   | Isabelle Harris (CAN)       | Aquina Chayeb (LIB)                 |
| -70 kg   | Aina Laura Rasoanaivo Razafy (MAD) | Laurence Biron (CAN)        | Oulaya Khairi (MAR)                 |
| -70 kg   | Aina Laura Rasoanaivo Razafy (MAD) | Laurence Biron (CAN)        | Zita Ornella Biami (CMR)            |
| -78 kg   | Liz Ngelebeya (FRA)                | Coralie Godbout (CAN)       | Georgika Wesly Djengue Moune (CMR)  |
| -78 kg   | Liz Ngelebeya (FRA)                | Coralie Godbout (CAN)       | Wendpagnande Arielle Sawadogo (BUR) |
| +78 kg   | Marie Loanne Tracy Durhone (MRI)   | Natacha Tarabay (LIB)       | Emilie Daika Afang Obiang (GAB)     |
| +78 kg   | Marie Loanne Tracy Durhone (MRI)   | Natacha Tarabay (LIB)       | Marie Claude Polneau (CIV)          |

### Mixte
| Épreuves    | Or | Argent | Bronze |
| ----------- | --- | --- | --- |
| Par équipes | Équipe Mbuji-Mayi- W. Cheick Ibrahim Bamogo (BUR) - Lizzie Loriana Joseph (MRI) - Rosine Abeminachi Bodjrenou (BEN) - Ioan Dzitac (ROU) - Marie Céline Baba Matia (CMR) - Tizie Gnamien (FRA) - Hafsa Yatim (MAR) | Équipe Paris- Kadodjobe Aicha Cissé (CIV) - Inès Irakiza (BDI) - Isabelle Landu Malundama (COD) - Robert Laurent Raziel Beina Bangmo (CMR) - Khamzat Saparbaev (FRA) - Wissal Ziane (MAR) - Sasso Hassan Mohamed (DJI) | Équipe Beyrouth- Souleymane Seogo (BUR) - Winsley Michael Gangaya (MRI) - Ange Ciella Niragira (BDI) - Gedéon Kasota Kisiati (COD) - Ada Claude Welda Mounguengui (GAB) - Fetra Ranaivoarisoa (MAD) - Anna Siga Faye (SEN)                                                  |
| Par équipes | Équipe Mbuji-Mayi- W. Cheick Ibrahim Bamogo (BUR) - Lizzie Loriana Joseph (MRI) - Rosine Abeminachi Bodjrenou (BEN) - Ioan Dzitac (ROU) - Marie Céline Baba Matia (CMR) - Tizie Gnamien (FRA) - Hafsa Yatim (MAR) | Équipe Paris- Kadodjobe Aicha Cissé (CIV) - Inès Irakiza (BDI) - Isabelle Landu Malundama (COD) - Robert Laurent Raziel Beina Bangmo (CMR) - Khamzat Saparbaev (FRA) - Wissal Ziane (MAR) - Sasso Hassan Mohamed (DJI) | Équipe Bukavu- Kissouli Khaled Axel Konaté (BUR) - Marie Alexsha Agathe (MRI) - Alberto Kems Bokandji (CGO) - Hillary Lola Komba Ngwamidiba (GAB) - David Ravel Renaud Koung A Koung (CMR) - Chloé Valérie Devictor (FRA) - Rianah Philippe Ramahefarison Harindriaka (MAD) |